# Okręg wyborczy Mashonaland
Okręg wyborczy Mashonaland powstał w 1899 i był jednym z dwóch pierwszych okręgów wyborczych do południoworodezyjskiej Rady Ustawodawczej. Wysyłał do niej dwóch przedstawicieli. W 1905 r. został zlikwidowany i włączono go do okręgu Północ.

## Radni Rodezji Południowej z okręgu Mashonaland
- 1899 - 1905: Raleigh Grey
- 1899–1902: William Paterson Grimmer
- 1902 - 1905: Richard John Wylie